# Kriptonite (album)
Kriptonite è il secondo album in studio del gruppo musicale Zetazeroalfa, pubblicato nel 2000.

## Il disco
Il disco è stato pubblicato ufficialmente il 28 ottobre 2000, un anno esatto dopo la pubblicazione del primo album La dittatura del sorriso.

## Tracce
1. Essi vivono – 1:05
2. New pan med – 3:54
3. Settevenepalodue – 3:10
4. Politicamente scorretto (Mk  II) – 4:16
5. A fòras – 2:10
6. Masafumi Arima – 3:36
7. Ribelli d'Indastria – 2:13
8. Z publicité – 0:26
9. Manicomio – 2:26
10. Intifada – 2:52
11. Guerra – 3:47
12. S.T.N. – 2:53
13. Kriptonite... – 10:03

## Formazione
- Sinevox - voce
- Dr. Zimox - chitarra
- Mr. Malox - chitarra
- Giannihead - basso
- Epolcic - tastiere
- Atom Takemura - batteria